# Zázmoníky
Zázmoníky jsou přírodní rezervace severně od obce Bořetice v okrese Břeclav. Důvodem ochrany je zachování lesostepních strání, které jsou jedinou lokalitou na Moravě s výskytem vzácného včelníku rakouského (Dracocephalum austriacum).

## Historie
Území přírodní památky bylo v minulosti obhospodařováno. Spatřit jste mohli vinice, políčka a sady. V polovině 50. let 20. století došlo k opuštění lokality a lesostepní společenstva se zde obnovila přirozenou sukcesí. Největším problémem je, jako u většiny stepí, zarůstání a šíření nepůvodních invazivních druhů, například trnovníku akátu (Robinia pseudoacacia) a pajasanu žláznatého (Ailanthus altissima).
Jméno Zázmoníky bylo zřejmě odvozen od toho, že se pozemky přírodní rezervace ležely „za zmolou“, dnes převážně zavezenou strží. Nález kriticky ohroženého včelníku rakouského publikoval v roce 1928 Bruno Valoušek. V nedávných letech byla nalezena druhá lokalita mimo území rezervace. Vyskytuje se na ní několik desítek jedinců.

## Přírodní poměry
Lokalita se nachází ve svahu, v horní části je hranice lesa a v dolní části je chráněné území omezeno hlubokým údolím. Zastoupeny tu jsou lesní lemy, teplomilné doubravy a stepní společenstva s vzácnými druhy rostlin a hmyzu. Roste tu např. kavyl Ivanův (Stipa pennata), konvalinka vonná (Convallaria majalis) nebo hlaváček jarní (Adonis vernalis).
Kromě samotné přírodní rezervace je objektem ochranářských snah také celá přiléhající lokalita, jejíž pozemky jsou průběžně vykupovány od stávajících vlastníků v rámci kampaně Místo pro přírodu Českého svazu ochránců přírody. Ten zde aktuálně vlastní již více než další 4 ha pozemků.

### Flóra
Na jaře v přírodní rezervaci kvetou hlaváček jarní (Adonis vernalis), kosatec nízký (Iris pumila), později je doplní květy sasanky lesní (Anemonoides sylvestris), kosatce různobarvého (Iris variegata), třemdavy bílé (Dictamnus albus), vstavače vojenského (Orchis militaris) a kavyly (Stipa).
Z dřevin je zde zastoupen dub pýřitý (Quercus pubescens), dřín obecný (Cornus mas), jeřáb břek (Sorbus torminalis).

### Fauna
V přírodní rezervaci se nachází řada stepních druhů bezobratlých. Z plazů lze zde spatřit ještěrku zelenou (Lacerta viridis).